# Campylopus andreanus
Campylopus andreanus är en bladmossart som beskrevs av Jules Cardot och Potier de la Varde in Potier de la Varde 1922. Campylopus andreanus ingår i släktet nervmossor, och familjen Dicranaceae. Inga underarter finns listade i Catalogue of Life.